# Délion Kimbulungu Mutangala
Délion Kimbulungu Mutangala, né le 10 novembre 1974 à Walikale dans le Nord-Kivu, est originaire de la tribu Kusu est un ancien journaliste et homme politique congolais.

## Biographie
Délion Kimbulungu Mutangala, né le 10 novembre 1974 à Walikale dans la province du Nord-Kivu, est fils de Gaston Mutangala Lumpu Nsenga et d'Alphonsine Kibaya Lufungula, il passe son enfance dans une famille nombreuse à Walikale-centre. Il suit une scolarité régulière de la maternelle à l’école primaire avant de poursuivre son cycle d’orientation à Lubumbashi (Haut-Katanga), ses humanités en mathématiques et physique à l’Institut supérieur d'informatique et de gestion de Goma, puis ses études supérieures en communication dans même ville.

## Carrière

### Journalisme
Recruté en 1994 à Radio Star Goma, il intègre l'Office Zaïrois de Radiodiffusion et de Télévision (OZRT) en 1995 comme présentateur. En 1999, il devient chef des services enquêtes, magazines et documentaires à la RTNC/Nord-Kivu, tout en collaborant avec La Voix de l’Amérique (VOA), Canal Afrique (Johannesburg), Africa N°1, BBC/Swahili et RFI. Il couvre l’actualité politique durant les rébellions du RCD/Goma, RCD/K-ML, RCD/National et MLC, et fait face à plusieurs menaces, enlèvements et arrestations. En 2002, il participe au lancement de Radio Okapi (Goma, Gbadolite, Kinshasa), sous contrat avec les Nations Unies (MONUC), où il est secrétaire de rédaction. Il démissionne en 2004 pour devenir conseiller en communication et porte-parole au ministère de la défense nationale jusqu’en mai 2006.

### Porte-parole du président de la CEI
En mai 2006, il est recruté par le PNUD comme chargé de communication (contrat ONU) et affecté au cabinet du président de la Commission électorale indépendante (CEI) en tant que porte-parole.
Durant la campagne électorale, il coordonne les services d'appui international (Monuc-PNUD-UE) et supervise la communication des élections présidentielles de 2006. Après la publication des résultats du premier tour à la Rtnc, sous la coordination de l'Abbé Apollinaire Malumalu et de l'Ambassadeur William Lacy Swing, Représentant Spécial du Secrétaire général des Nations-Unies , il est désigné rapporteur des concertations entre l'AMP et l'UN pour le compte des candidats Jean-Pierre Bemba Gombo et Joseph Kabila Kabange. En 2013, il revient à la CENI comme conseiller principal en communication jusqu'à sa démission en février 2016.

### Expert électoral
Expert semi-accrédité du Bridge, il joue un rôle majeur dans l'encadrement des administrations électorales et la stabilisation des relations entre la CENI et ses partenaires. Point-focal des concertations entre la CENI et les parties prenantes entre 2013 et 2015, il mobilise société civile, partis politiques, confessions religieuses, institutions internationales et médias.
Superviseur de la collecte des données électorales à Kasangulu en 2009, il accompagne la mise à niveau de la société civile et des partis politiques. Membre des missions d'audit du fichier électoral de l'OIF, il organise la signature du Code de bonne conduite des partis politiques le 8 février 2015.

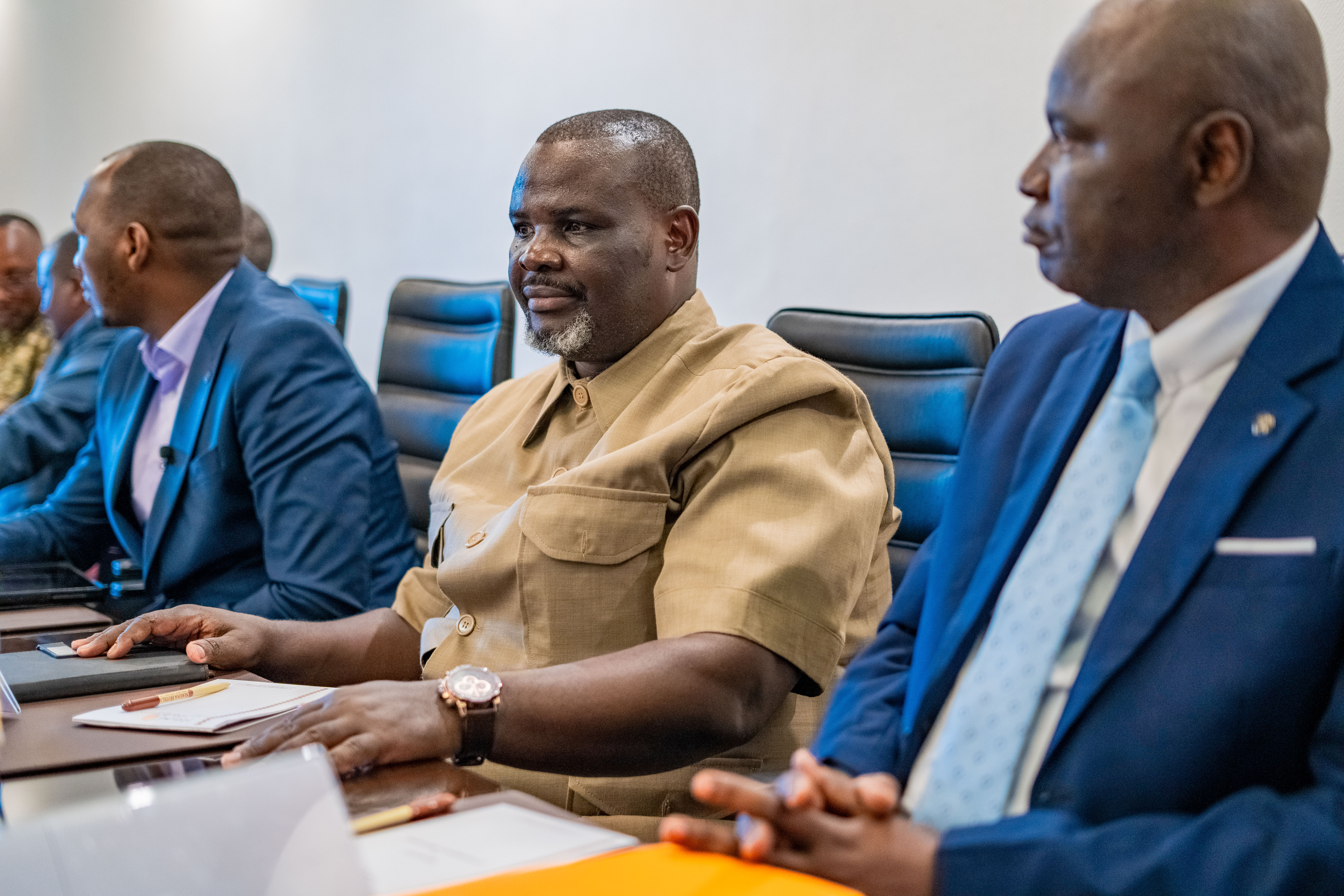
Delion kimbulungu à Goma

Coordonnateur de la communication de la Conférence de Goma en 2008, il dirige ensuite le projet "AMANI LEO" pour vulgariser les résolutions de la Conférence sur la paix, la sécurité et le développement du Nord-Kivu et Sud-Kivu. Face à l’apparition du M23, il coordonne la communication du dialogue entre le M23 et le gouvernement congolais à Munyonyo (Kampala) en 2013.
En 2018, il prépare le forum pour la paix et la réconciliation à la demande des confessions religieuses regroupées dans la Commission d'intégrité et médiation électorales (CIME).
Il démissionne de la CENI en 2016 pour raison d’équité personnelle, tout en demeurant consultant indépendant en matière électorale. Il fut sollicité par la société civile en 2020 pour candidater  à la présidence de la CENI.

### Ralliement à l'AFC/M23
À la fin de l’année 2023, il est soupçonné d’avoir rallié l’Alliance du Fleuve Congo (AFC), un mouvement politico-militaire dirigé par Corneille Nangaa, en collaboration présumée avec le groupe armé M23, actif dans l’Est de la RDC. Il aurait rejoint ce mouvement avec un autre journaliste, Magloire Paluku.
Le 24 juin 2024, il figure sur la liste des 25 personnes condamnées à mort par le ministre de la Justice, Constant Mutamba, bien qu’il soit en fuite dans les territoires contrôlés par l’AFC/M23. Le 6 février suivant, son nom apparaît sur une liste de personnes visées par un mandat d'arrêt international.

## Vie privée
Délion Kimbulungu Mutangala est marié et père de six enfants[réf. souhaitée].